# آندریاس گلدبرگر
آندریاس گلدبرگر (انگلیسی: Andreas Goldberger؛ زادهٔ ۲۹ نوامبر ۱۹۷۲) اسکی‌باز پرش اهل اتریش است.